# Вегас, Себастьян
Себастьян Игнасио Вегас Ореальяна (исп. Sebastián Ignacio Vegas Orellana; 4 декабря 1996, Сантьяго, Чили) — чилийский футболист, защитник клуба «Монтеррей» и сборной Чили.

## Клубная карьера
Вегас — воспитанник клуба «Аудакс Итальяно». 11 августа 2013 года в матче против «О’Хиггинс» он дебютировал в чилийской Примере. 7 апреля 2014 года в поединке против «Депортес Икике» Себастьян забил свой первый гол за «Аудакс Итальяно». Летом 2016 года Вегас перешёл в мексиканский «Монаркас Морелия». 2 октября в матче против «Гвадалахары» он дебютировал в мексиканской Примере. 23 августа 2017 года в поединке против УНАМ Пумас Себастьян забил свой первый гол за «Монаркас Морелия».
Летом 2020 года Вегас перешёл в «Масатлан», но почти сразу был отдан в аренду в «Монтеррей». 4 августа в матче против «Леона» он дебютировал за новую команду. 15 сентября в поединке против «Пачуки» Себастьян забил свой первый гол за «Монтеррей». По итогам сезона он помог клубу выиграть Лигу чемпионов КОНКАКАФ и заключил полноценный контракт. 

## Международная карьера
В 2013 году в составе юношеской сборной Чили Вегас принял участие в юношеском чемпионате Южной Америки в Аргентине. На турнире он сыграл в матче против сборной Бразилии, Боливии, Уругвая и Перу. В поединке против уругвайцев Себастьян забил гол.
В начале 2015 года Вегас в составе молодёжной сборной Чили принял участие в молодёжном чемпионате Южной Америки в Уругвае. На турнире он сыграл в матчах против сборных Венесуэлы, Уругвая, Бразилии и Колумбии.
31 мая 2018 года в товарищеском матче против сборной Румынии Вегас дебютировал за сборную Чили. 17 ноября в поединке против сборной Коста-Рики он забил свой первый гол за национальную команду. В 2021 года Вегас принял участие в Кубке Америки в Бразилии. На турнире он сыграл в матче против сборной Бразилии.

### Голы за сборную Чили
| #   | Дата            | Место                          | Противник  | Счёт | Результат | Соревнование      |
| --- | --------------- | ------------------------------ | ---------- | ---- | --------- | ----------------- |
| 01. | 17 ноября 2018  | Эль Теньенте, Ранкагуа, Чили   | Коста-Рика | 1:3  | 2:3       | Товарищеский матч |
| 02. | 11 декабря 2021 | BMO Стэдиум, Лос-Анджелес, США | Сальвадор  | 0:1  | 0:1       | Товарищеский матч |

## Достижения
Командные
 «Монтеррей»
- Победитель Лиги чемпионов КОНКАКАФ — 2021
- Обладатель Кубка Мексики — 2019/2020